# Sonomètre

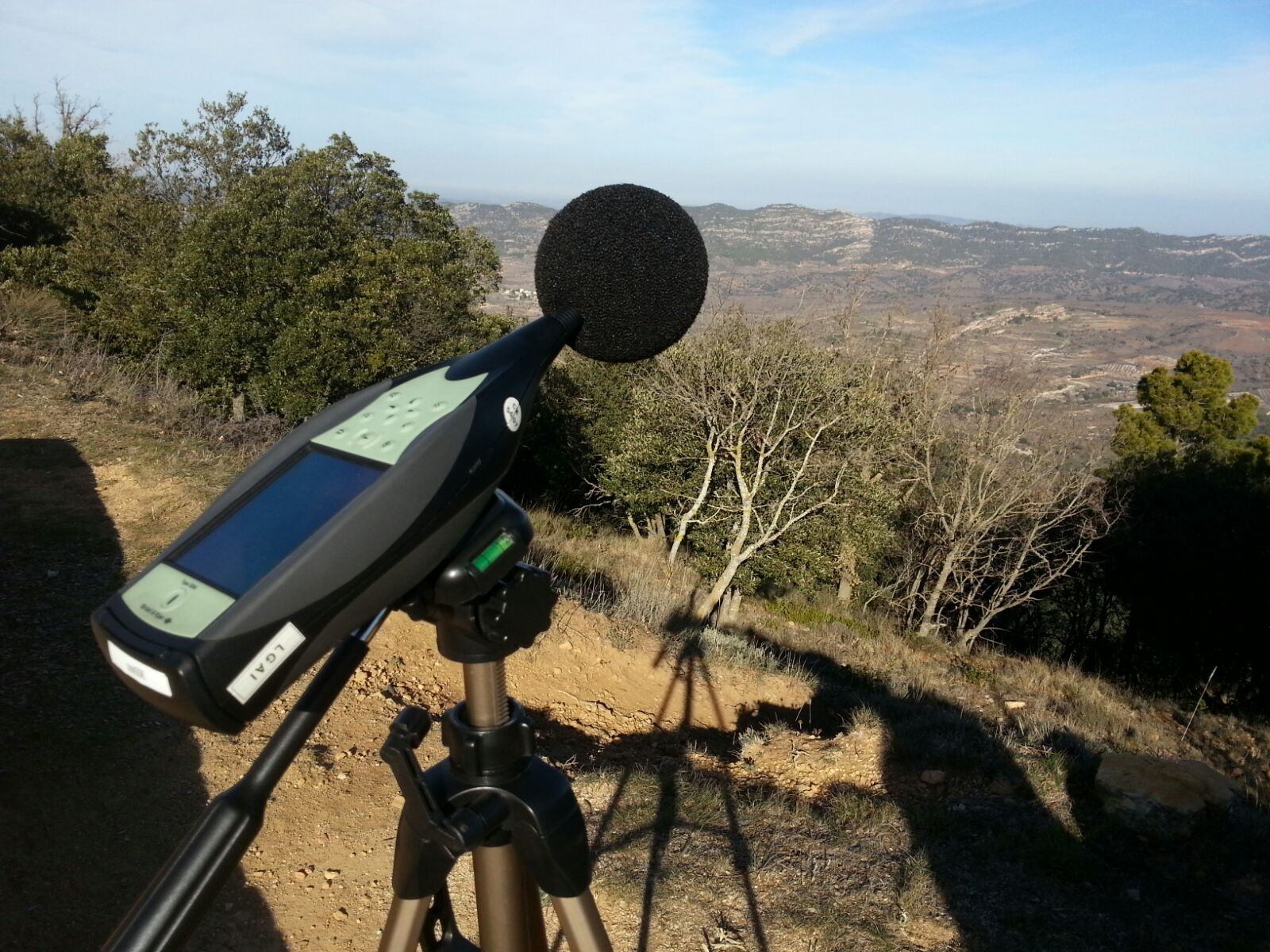
Un sonomètre utilisé en extérieur

Un sonomètre est un instrument destiné à mesurer le niveau de pression acoustique, une grandeur physique liée au volume sonore. Il s'utilise dans les études de pollution sonore et d'acoustique environnementale pour quantifier le bruit et les nuisances sonores, principalement les bruits industriels et de transports routier, ferroviaire et aérien. En acoustique architecturale et en sonorisation, il sert à évaluer la répartition des niveaux sonores dans les locaux.
Le sonomètre donne généralement un niveau en décibels. On trouve parfois l'appellation décibelmètre. Il donne un niveau en un point et à un moment donnés. Le dosimètre de bruit ou exposimètre est porté par un salarié pendant une durée prolongée, représentative de l'exposition sonore habituelle pour évaluer le niveau d'exposition quotidienne (Lexd).
Le niveau de pression acoustique brut ne correspond pas à la perception sonore humaine ; pour cela, des pondérations sont nécessaires, tenant compte des fréquences et de la durée de mesure. La norme internationale CEI 61672:2003 définit par des tables les réponses en fréquence A et C et  Z (zéro, sans filtre). Elle prévoit aussi les temps d'intégration lent ou rapide. Ces réglages correspondent à des niveaux de bruit plus ou moins forts et à des bruits plus ou moins réguliers.
Les sonomètres les plus perfectionnés effectuent une mesure du bruit par bandes de fréquence, qui permettent le calcul de la sonie selon la norme ISO 532, qui vise à rapprocher le résultat d'une mesure de la perception.

## Mesure d'un niveau sonore
Comme tous les instruments de mesure, les sonomètres doivent être régulièrement calibrés avec une source étalon.
Un microphone placé à l’avant de l’appareil capte les sons provenant de toutes les directions. Pour éviter les perturbations, il faut l'éloigner des obstacles. Si l'opérateur ne peut le poser sur un trépied et contrôler à distance ou enregistrer la mesure, il doit le tenir à bout de bras et de préférence plus haut que la tête.
Le compte-rendu de mesure doit préciser la position du sonomètre par rapport à la source sonore et aux principaux objets du lieu de la mesure et les réglages utilisés :
- pondération en fréquence A, C ou Z ;
- pondération temporelle S, F, I ou crête.

Mesure face à l'entrée du n°8 de la rue Untel, de 11h15 à 11h30, l'appareil à 0,9 m du sol sur trépied à 1 m du mur.
- Plus faible niveau enregistré 58 dB (A) re 20 µPa réponse S (lente) ;
- Plus fort niveau enregistré  69 dB (A) re 20 µPa réponse crête ;

## Principe de fonctionnement

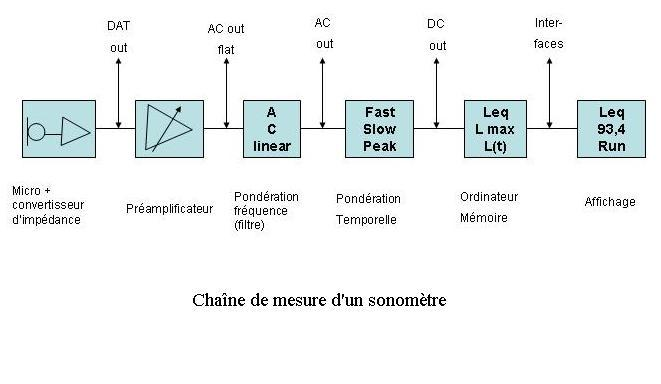
Principe de fonctionnement

Le sonomètre convertit la pression acoustique en signal électrique, le filtre selon une courbe normalisée, en produit la valeur efficace qu'elle intègre sur une durée choisie.
Le sonomètre comprend un microphone omnidirectionnel, c'est-à-dire dont la réponse ne dépend pas de son orientation par rapport à la source sonore. Les performances de ce microphone déterminent les limites d'usage du sonomètre, tant du côté des faibles niveaux, dont le bruit de fond propre du capteur perturbe la conversion, que du côté des forts niveaux, pour lesquels la distorsion aboutit aussi à des erreurs systématiques, qu'un appareil de bonne qualité métrologique corrige dans la mesure du possible, au cours du traitement. Ce transducteur convertit les petites variations de pression atmosphérique qui constituent la pression acoustique en signal électrique. Un premier circuit électronique amplifie ce signal.
Le traitement du signal oblige à :
1. filtrer en fréquence pour pondérer l'influence des graves et des aigües selon une des courbes normalisées ;
2. obtenir la valeur efficace de ce signal avec une constante de temps adéquate.

Les circuits analogiques les plus simples utilisent un procédé semblable à celui du VU-mètre. L'inertie du galvanomètre donne l'intégration la plus rapide ; un condensateur peut augmenter la constante de temps jusqu'à celle nécessaire pour la réponse lente. Des appareils analogiques plus précis utilisent un circuit intégré qui donne un signal de sortie analogue à la valeur efficace du signal d'entrée, avec la constante de temps désirée. Cette intégration amortit les variations de la mesure. Un signal qui, à l'entrée d'un l'intégrateur à constante de temps de 1 s, passerait brusquement de 0 à 1 et resterait stable à ce niveau, mettrait 1 s pour arriver à 0,63, 3 s pour arriver à 0.95, et 5 s pour arriver à 0,993. L'évolution en diminuant est ralentie dans les mêmes proportions. Quand la puissance sonore varie plus rapidement que la constante de temps, la sortie de l'intégrateur donne ainsi une valeur moyenne. En mode crête, le circuit comporte une diode, de sorte que la croissance est rapide, tandis que le retour à zéro est long. La numérisation du signal permet d'obtenir la valeur par calcul quelle que soit la gamme.
Dans tous les cas, lorsque l'affichage est analogique, l'utilisateur doit choisir une gamme qui donne une déviation moyenne de l'aiguille.
Dans le traitement numérique, toutes les opérations s'effectuent par des calculs sur le signal converti en flux de données. Un appareil perfectionné peut améliorer la précision de mesure et l'extension du domaine d'utilisation par correction de l'erreur systématique du microphone. Il peut calculer le niveau sonore par bandes d'octave ou de tiers d'octave. Dans les mesures de niveau en sonorisation ou en acoustique architecturale, la répartition de l'énergie sonore peut avoir plus d'importance que le niveau global.
Les appareils affichent généralement le résultat en décibels. Le décibel correspond à 20 fois le logarithme décimal du rapport entre la pression acoustique mesurée et celle de la pression acoustique de référence, égale à 2 × 10−5 Pa (20 micropascals). La valeur de référence correspond, pour une onde plane progressive, à une puissance de 1 × 10−12 W m−2 (1 picowatt par mètre carré). Le décibel est un repère logarithmique d'usage général. On exprime les résultats de la mesure au sonomètre en indiquant la pondération utilisée : dB SPL (Sound Pressure Level, niveau de pression acoustique) pour la position Z (pas de filtre pondération), dB A ou éventuellement  dB C dans les autres cas. Il faut aussi porter le choix d'intégration de la mesure : lent, rapide ou crête. Quand l'appareil applique les méthodes de mesure de la sonie ou bruyance prévues par la norme internationale ISO 532, afin d'obtenir un résultat plus proche de l'impression subjective; il indique le niveau en sones.

### Pondérations fréquentielles
Dans de nombreux pays, le niveau sonore est contrôlé dans les entreprises pour protéger les travailleurs contre le risque de surdité causée par le bruit et dans l'environnement pour garantir la tranquillité des habitants. Les lois et règlements imposent la plupart du temps l'usage d'experts utilisant des sonomètres certifiés (Classe 2), réglés pour la pondération A pour les mesures destinées à avoir des conséquences juridiques.
La courbe de pondération fréquentielle A, créé en 1936, était basée historiquement sur le tracé de courbes isosoniques pour les faibles niveaux sonores, tandis que la pondération C devait refléter mieux la perception de niveaux élevés (supérieurs à 70 phones). Des recherches intervenues depuis ont fait évoluer la forme des courbes isosoniques, et la valeur de la pondération A a pu être remise en cause, particulièrement pour pondérer des mesures de bruit à niveaux élevés. Elle n'en est pas moins juridiquement la norme requise pour la quasi-totalité des mesures et possède l'énorme avantage pratique de permettre la comparaison des anciennes données avec les nouvelles mesures.
Initialement, la pondération fréquentielle A, qui donne moins d'importance aux sons graves, avait été conçue pour les faibles niveaux sonores situés dans la zone des 40 phones, mais elle est maintenant obligatoire pour tous les niveaux. La pondération fréquentielle C est cependant encore utilisée pour la mesure de la pression acoustique de crête dans certaines législations. La plupart des sonomètres ne proposent plus la pondération B, une pondération intermédiaire entre les courbes A et C qui n'a plus aucune utilité pratique.
La pondération D a été conçue pour une utilisation dans la mesure du bruit des avions équipés de réacteurs à simple flux, c'est-à-dire, depuis la disparition du Concorde, des types d’avions militaires. Pour toutes les mesures de bruit sur des avions civils c’est la pondération A qui est utilisée en application des normes de l'ISO et de l'ICOA[réf. nécessaire].

### Pondération temporelle
La norme prévoit trois types de pondérations temporelles
- S (constante de temps 1 s) initialement appelée Slow
- F (constante de temps 0,125 s, initialement appelée Fast
- I (constante de temps 0,035 s) initialement appelée Impulse

Leurs noms ont été changés dans les années 1980 pour être les mêmes dans toutes les langues. La pondération temporelle I n'est plus dans la norme, car elle ne permet pas d'évaluer véritablement un bruit impulsif.
Les sonomètres peuvent inclure un mode crête (Peak) qui conserve la plus forte pression acoustique instantanée mesurée, jusqu'à la remise à zéro.

## Sonomètre intégrateur

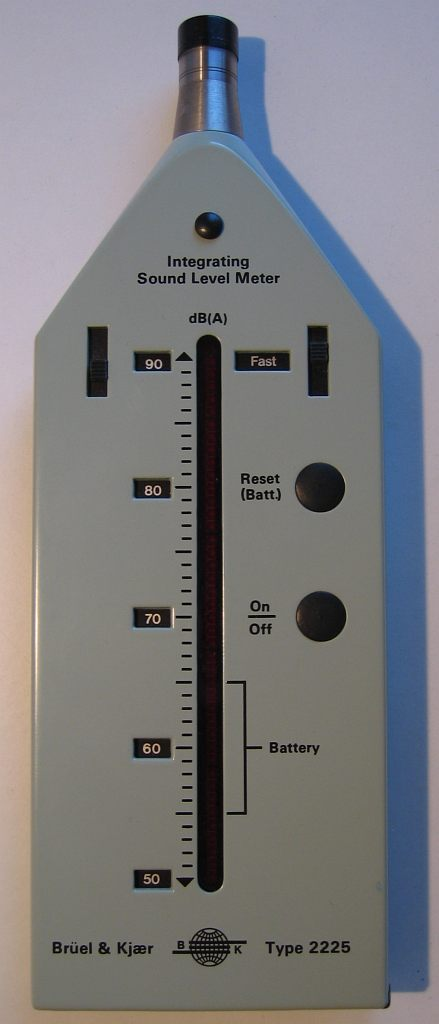
Sonomètre intégrateur

Très souvent, les niveaux sonores ne sont pas constants. L'émission sonore d'une machine, qu'il s'agisse d'une presse hydraulique ou d'une photocopieuse, peut varier au cours du cycle de travail. Dans un atelier, aux cycles de travail variés des machines peuvent s'ajouter des bruits percussifs, très brefs. Dans une salle de danse on diffuse des musiques variées, avec des intervalles. Le niveau maximal n'est pas la seule mesure pertinente. Seuls les niveaux sonores extrêmes peuvent causer des lésions auditives immédiates. Au contraire, l'exposition prolongée à des niveaux moyens, de l'ordre de 80 dB SPL à 90 dB SPL augmente le risque de lésions auditives[réf. souhaitée].
Un Sonomètre intégrateur accumule la puissance sonore captée au cours du temps pour donner une exposition sonore sur une certaine période, comme le compteur électrique d'une installation domestique accumule la puissance électrique pour donner une consommation.
Les sonomètres intégrateurs peuvent exprimer le résultat brut de cette intégration, c'est-à-dire l'équivalent d'une énergie sonore totale reçue (avec la pondération fréquentielle adéquate), en Pa2 s ou en Pa2 h[réf. souhaitée]. Pour faciliter la comparaison avec les autres mesures de niveau sonore, ils convertissent souvent leur résultat soit en niveau d'exposition (SEL), soit en niveau équivalent (Leq),.

### SEL: Niveau d'exposition
Le niveau d'exposition est le niveau qui aurait donné, en une seconde, le même cumul que celui obtenu pendant toute la période de mesure.
On veut comparer la perturbation causée par le passage de véhicules ou d'avions dans un lieu donné. Certains passages font plus de bruit, certains passages durent plus longtemps. On mesure, pour chaque passage, le niveau maximal et le niveau d'exposition, permettant de comparer chaque événement sonore.
La mesure du niveau d'exposition utilise normalement la pondération A pour la détermination de l'énergie acoustique. Les résultats qui utilisent une autre pondération doivent le mentionner.

### LEq: Niveau moyen équivalent
Le SEL n'est pas beaucoup utilisé pour la mesure du bruit industriel, on lui préfère habituellement la valeur moyenne. C'est le niveau sonore moyen par unité de temps ou comme habituellement appelé « niveau moyen équivalent » (Equivalent continuous sound level) correctement désigné par symbole LAT communément abrégé en LEq.
Le niveau équivalent Leq est celui de la moyenne quadratique de la pression acoustique pendant la période d'exposition.
Un local contient plusieurs machines, émettant des bruits variés au cours d'un cycle de travail qui dure plus de quelques secondes. On mesure le niveau sonore maximal et le niveau équivalent.
La mesure du niveau équivalent utilise souvent la pondération A pour la détermination de l'énergie acoustique.
Pour mesurer le LAT un sonomètre intégrateur est nécessaire. Soit on obtient la valeur énergétique, on la divise par le temps écoulé, et on prend 10 fois le logarithme décimal du résultat, soit on prend la valeur du SEL et on lui retranche 10 fois le logarithme du temps écoulé (en secondes).

### LEqcourt
L'enregistrement des valeurs successives du LEq sur une très courte durée, par exemple à 1/8 seconde d'intervalle, est une méthode d'évaluation des niveaux de bruit.
L'appareil enregistre les valeurs dans une mémoire ou les transmet à un autre appareil. Un programme, qui peut être réalisé avec une feuille de calcul standard si le nombre total de mesures le permet, effectue la synthèse de ces données pour donner une exposition globale LAT, mais aussi les indices statistiques de l'exposition (maximum, minimum, écart-type, périodicité).
Un des avantages de cette méthode est que si la réglementation change, il est possible de recalculer une série historique avec la nouvelle norme à partir des anciennes données. L'existence des enregistrements permet aussi de convertir dans certains cas les données d'un système de mesure à un autre.
Aujourd'hui, pratiquement tous les systèmes de surveillance de bruit fixes dans les aéroports utilisent le L Eq  court comme système de mesure. Leur ensemble de sonomètres recueillent un flux régulier de valeurs numériques de L  Eq transmises à une unité de traitement. Le faible volume de données permet d'utiliser tout type de moyen de transmission, ligne téléphonique, internet ou autre.
Le concept de LEq court est à l'origine un concept du Laboratoire national d'essais français. Cette méthode est devenue la plus commune pour la description d'un historique du bruit dans les sonomètres professionnels. Jusqu'en 2003, il y avait des normes distinctes pour les sonomètres à mesure instantanée et les sonomètres intégrateurs, (CEI 60651 et CEI 60804-toutes deux maintenant retirées), maintenant, la norme CEI 61672 concerne les deux types d’appareils.

### Lpc: pression acoustique de crête
La plupart des réglementations nationales exigent également la mesure de la valeur de crête pour protéger les travailleurs contre les pics importants d’élévation soudaine de la pression acoustique en utilisant une pondération en fréquence 'C' ou 'Z'. Le  Niveau de pression acoustique de crête  ne doit pas être confondu avec le niveau de pression acoustique MAX. Le niveau de pression acoustique MAX est tout simplement la mesure la plus élevée d'un sonomètre conventionnel relevé sur une période déterminée et peut être inférieur de plusieurs décibels à la valeur de crête. Dans l'Union européenne, la valeur maximale autorisée pour le niveau sonore de crête est de 140 dB (C) et ceci équivaut à une pression de 200 Pa. Le symbole correspondant au niveau sonore maximum en pondération fréquentielle 'Aet en pondération temporelle S est LAS max. Pour le niveau de crête en pondération fréquentielle C le symbole est Lpc.

## Exposimètres type PSEM
Un dosimètre de bruit (exposimètre en français) est une variante de sonomètre. Toutefois, ce dispositif est désormais officiellement connu sous le nom d’appareil de mesure de l'exposition personnelle au bruit (personal sound exposure meter) (PSEM), et possède sa propre norme internationale CEI 61252:1993. Il est normalement destiné à être porté sur le corps et est donc soumis à des exigences techniques moins strictes, comme instrument portatif - en raison de la présence du corps – il possède de moins bonnes performances acoustiques globales. Un PSEM affiche les données d'exposition sonore, habituellement en  Pa ² • h, et les dosimètres les plus anciens dits « classiques » donnent une mesure de « dose en pourcentage » ne sont plus utilisés dans la plupart des pays. Le problème avec la « dose en pourcentage » est qu'il fait référence à une situation réglementaire précise et donc que ce dispositif peut devenir obsolète si la valeur des « 100 % » de la dose est modifiée par les lois locales. Aujourd'hui, l'un des appareils d’usage le plus courant est un PSEM miniature que de nombreux fabricants désignent sous le nom de "badge dosimètre", ou d’un nom similaire, car il est si petit et si léger qu'il ressemble à un dosimètre de rayons X. Ces appareils minuscules ont trois avantages : non seulement ils pas n’influencent pas  le champ acoustique, mais ils sont si petits qu'ils n'interfèrent pas avec le travailleur en aucune manière et ne modifient pas son mode de travail et, en l’absence de câble de microphone, Ils devraient avoir un risque plus faible d’être happés par les machines.

## Classes de sonomètre
Les Sonomètres sont divisés en deux catégories - que l'on appelait "types" dans les précédentes normes. Les deux classes ont la même conception et les mêmes objectifs, mais des niveaux de tolérance différents. Les instruments de classe 1 ont une plus large gamme de fréquences et une incertitude de mesure plus faible, qu’une unité de classe 2, moins coûteuse. Cela s'applique autant au sonomètre lui-même qu’au calibreur. La plupart des normes nationales autorisent l'utilisation d’un appareil au "moins de classe 2" et pour de nombreuses mesures, il n'y a guère d'intérêt pratique à se servir d'une unité de classe 1, qu’il vaudrait mieux utiliser pour contrôler l'application de la loi. La nouveauté de la norme CEI 61672 est la mention d’un minimum de 60 dB linéaire pour exiger la pondération fréquentielle Z, avec un resserrement de la limite de tolérance, ainsi que l'inclusion de l'incertitude de mesure dans le résultat des tests. Cela  retire toute possibilité à un sonomètre conçu pour les anciennes normes 60651 et 60804 de pouvoir satisfaire aux exigences de la norme CEI 61672:2003.
| Classes de précision des sonomètres |                                       |
| Classe 1                            | Incertitude Inférieure à 1,5 dB       |
| Classe 2                            | Précision entre 1,5 et 3 dB           |
| Classe 3                            | n'existe plus dans la norme CEI 61672 |

### ANSI/CEI: le fossé atlantique
Les sonomètres sont également divisés en deux types de chaque côté du "fossé de l'Atlantique". Les spécifications des Sonomètres définies aux États-Unis par l’American National Standards Institute (ANSI) ne correspondent généralement pas aux spécifications  de la Commission électrotechnique internationale (CEI), puisque la norme ANSI exige que les instruments soient calibrés avec une onde à incidence aléatoire, c'est-à-dire un champ acoustique diffus, alors que les normes internationales prévoient que les sonomètres soient étalonnés en champ libre, c’est-à-dire avec une onde sonore provenant d'une seule direction. En outre, aux États-Unis les dosimètres ont un taux de doublement du temps d’exposition tolérable en fonction du niveau sonore qui prévoit que chaque augmentation de 5 dB du niveau sonore impose une diminution de moitié de la durée d'exposition admissible, alors que dans le reste du monde, une augmentation de 3 dB seulement du niveau sonore entraîne une diminution de moitié du temps d'exposition acceptable. La règle de doublement pour 3 dB est la méthode dite "d'égale énergie" et il n'existe aucun moyen de convertir les données des mesures effectuées conformément à une norme pour les utiliser en fonction d’une autre norme. Malgré ces différences, de nombreux pays développés ont tenté de transcrire à lafois les spécifications internationales et celles des États-Unis pour leurs instruments et leurs réglementations nationales. À cause de cela, de nombreux PSEM sont commercialisés avec les deux canaux de doublement à 3  et   5 dB, certains possédant même le doublement à 4 dB pour l'US Air Force.

### Procédure d'homologation
Comme tout appareil de mesure, un sonomètre doit être étalonné périodiquement, avec délivrance d'un certificat de conformité s'il doit servir dans une transaction commerciale ou une action judiciaire.
Une des questions les plus difficiles pour le choix d'un sonomètre est la suivante  : "Comment savoir s'il est conforme à la norme en vigueur" ? La partie 2 de la norme CEI 61672 répond à cette question par le concept de procédure d'agrément. Le fabricant doit soumettre ses instruments à un laboratoire national pour les tester afin de vérifier qu’il répond à ces préconisations et délivrer un certificat d’agrément officiel. En Europe, on considère souvent que la procédure d'homologation la plus courante et la plus rigoureuse est celle du PTB en Allemagne (Physikalisch-Technische Bundesanstalt). En France, le LNE (Laboratoire national  de métrologie et d'essais) est habilité à réaliser les tests d'homologation en vue de délivrer un certificat d'examen de type.
Il existe de nombreux appareils bon marché dont les fabricants se sont dispensés des frais de la procédure d’homologation. Leurs performances doivent correspondre, selon le droit du commerce, aux affirmations des vendeurs ; mais ils n'ont pas été vérifiés et leur utilisation ne donne qu'une mesure indicative, qui peut différer dans des proportions indéterminées, toujours ou dans des cas particuliers, des résultats qui auraient été obtenus avec un appareil conforme.

## Histoire
La société Brüel & Kjær (en), fondée en 1942 pour fabriquer du matériel de mesure des vibrations, a produit en 1960 le sonomètre de précision à transistors Type 2203, beaucoup plus maniable que ses prédécesseurs. Pesant à peine 5 kg et équipé d’un filtre d’octaves, le Type 2203 est, sans doute, le premier appareil de mesure acoustique portable. Il fallait ajouter 25 kg pour bénéficier d'un enregistreur de niveau. La norme IEC 123, qui fixe les critères pour l'approbation d'un sonomètre, date de l'année suivante.

## Compléments

### Normes internationales
Les normes internationales suivantes définissent des préconisations pour les sonomètres, les PSEM et les dispositifs connexes. La plupart des pays ont des normes nationales, sauf évidemment les États-Unis, et il est difficile de suivre tout cela de près. Dans de nombreux cas, les normes européennes équivalentes, élaborées par l'UE, sont transposées dans la législation nationale de chaque pays adhérent par exemple la norme Européenne EN 61672 devient la norme NF.EN 61672 en France.
- CEI : 61672-1 « Électroacoustique – Sonomètres », version 2, 09-2013 (remplace IEC 61672 : 2003).
- IEC 61252 : 1993  Electroacoustics - specifications for personal sound exposure meters.
- IEC 60942 : 2003  Electroacoustics - sound calibrators.

Ces normes internationales ont été élaborées par le comité technique de l’IEC 29: électroacoustique, en coopération avec l’organisation internationale de métrologie légale (OIML).
- IEC 61260 : 1996 Octave and fractional Octave filters.
- IEC 61094 : 2000. Measurement microphones.